# Das Phantom der Oper (Film)
Der Roman Das Phantom der Oper (The Phantom of the Opera) von Gaston Leroux aus dem Jahr 1911 wurde 1916 erstmals verfilmt – und zwar als Stummfilm. Aktuell gibt es über zehn Film-Versionen des Phantom-Stoffs. Die neuste Adaption stammt aus dem Jahr 2004.

## Verfilmungen

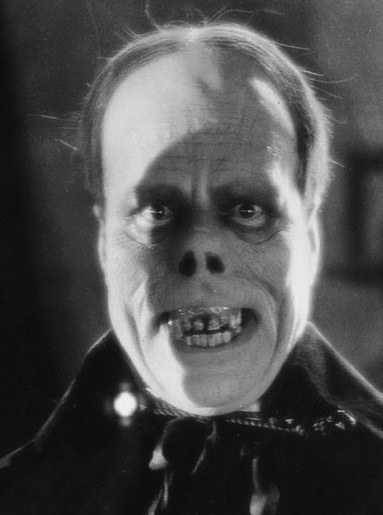
Lon Chaney als Erik in dem Stummfilm von 1925

Der Roman wurde mehrfach verfilmt. Die erste Verfilmung entstand schon 1915/1916 in Deutschland, mit Nils Chrisander (1884–1947) als das Phantom der Oper und Aud Egede-Nissen (1893–1974) als Christine Daaé. Viele Kritiker betrachten die Verfilmung  aus dem Jahre 1925, durch Carl Laemmles Studio Universal Pictures, als die gelungenste. Die Rolle des Phantoms spielte hier Lon Chaney. 
Das gleiche Studio versuchte im Jahr 1943 mit einem Tonfilm von Arthur Lubin an diesen Erfolg anzuknüpfen. Der Film Phantom der Oper nutzte zu weiten Teilen die noch vorhandenen Kulissen des Stummfilms und ist die erste Farbfilmversion der Phantom-Geschichte. Claude Rains spielte das Phantom. Der Film erhielt je einen Oscar für die beste Kamera und für die beste Ausstattung. Aufgrund des großen Erfolgs war ursprünglich eine Fortsetzung mit dem Titel The Climax geplant, die aber nicht zustande kam. Im Jahr 1944 wurde schließlich der Film The Climax veröffentlicht, der als eigenständiger Film nichts mehr mit dem Phantom zu tun hatte. 
1960 drehte eine spanische Gesellschaft eine sehr freie Bearbeitung des Themas unter dem Titel El Fantasma de la Operetta. 1962 nahm sich die auf das Horrorgenre ausgerichtete britische Produktionsgesellschaft Hammer Films des Themas an. Eine weitere Verfilmung des Stoffes erfolgte 1974 durch 20th Century Fox, die das Geschehen nach New York verlegte und die Handlung stark veränderte. Dieser Film wurde als The Phantom of the Paradise herausgegeben. Die Version von 1989, bezeichnenderweise mit Freddy-Krueger-Darsteller Robert Englund in der Titelrolle, konzentrierte sich auf das Gewaltpotential des Phantoms. Demgegenüber entstand im selben Jahr als deutsch-französisch-italienisch-amerikanische Koproduktion ein TV-Zweiteiler, der die melodramatische Liebesgeschichte in den Vordergrund stellte und fernsehgerecht auf Splatter-Effekte verzichtete. Das Phantom verkörperte hier Charles Dance. 1998 nahm sich der berühmte italienische Horrorfilmregisseur Dario Argento mit Julian Sands in der Hauptrolle des Stoffes an, war jedoch nicht sonderlich erfolgreich an der Kinokasse.
Im Jahre 2004 schließlich entstand unter der Regie von Joel Schumacher eine Filmversion, die sich das Musical von Andrew Lloyd Webber zum Vorbild nahm. Hierbei spielte Gerard Butler die Rolle des Phantoms. Ursprünglich sollte es bereits in den frühen 1990er Jahren eine Verfilmung basierend auf dem Musical geben, und zwar mit den Hauptdarstellern der Erstaufführung: Michael Crawford als das Phantom und Sarah Brightman als Christine. Brightman war damals mit Lloyd Webber verheiratet, doch kurz vor der geplanten Pre-Produktion ging die Ehe in die Brüche, und die Verfilmung wurde abgebrochen.

### Populäre Verfilmungen
| Jahr | Titel                             | Genre             | Originaltitel                             | Regisseur                | Titelrolle        |
| ---- | --------------------------------- | ----------------- | ----------------------------------------- | ------------------------ | ----------------- |
| 1916 | Das Phantom der Oper              | Stummfilm-Drama   | Das Phantom der Oper                      | Ernst Matray             | Nils Chrisander   |
| 1925 | The Phantom of the Opera          | Horror-Stummfilm, | The Phantom of the Opera                  | Rupert Julian            | Lon Chaney sen.   |
| 1937 | Ye ban ge sheng                   | Horrorfilm        | Ye ban ge sheng                           | Ma-Xu Weibang            | Menghe Gu         |
| 1943 | Phantom der Oper                  | Horror, Musikfilm | Phantom of the Opera                      | Arthur Lubin             | Claude Rains      |
| 1962 | Das Rätsel der unheimlichen Maske | Horrorfilm        | The Phantom of the Opera                  | Terence Fisher           | Herbert Lom       |
| 1983 | Das Phantom von Budapest          | Horrorfilm        | Phantom of the Opera                      | Robert Markowitz         | Maximilian Schell |
| 1987 | Das Phantom der Oper              | Zeichentrickfilm  | The Phantom of the Opera                  | Al Guest, Jean Mathieson | Aiden Grennell    |
| 1989 | Das Phantom der Oper              | Horrorfilm        | Gaston Leroux’ s The Phantom of the Opera | Dwight H. Little         | Robert Englund    |
| 1990 | Das Phantom der Oper              | Drama-Miniserie   | Gaston Leroux’ s The Phantom of the Opera | Tony Richardson          | Charles Dance     |
| 1998 | Das Phantom der Oper              | Horrorfilm        | Il Fantasma dell’opera                    | Dario Argento            | Julian Sands      |
| 2004 | Das Phantom der Oper              | Musicalverfilmung | The Phantom of the Opera                  | Joel Schumacher          | Gerard Butler     |

### Freie Film-Adaptionen
| Jahr | Titel                                 | Originaltitel                       | Regisseur        | Titelrolle     |
| ---- | ------------------------------------- | ----------------------------------- | ---------------- | -------------- |
| 1974 | Das Phantom von Hollywood             | The Phantom of Hollywood            | Gene Levitt      | Jack Cassidy   |
| 1974 | Das Phantom im Paradies               | Phantom of the Paradise             | Brian De Palma   | William Finley |
| 1989 | Phantom Nightmare – Phantom des Todes | Phantom of the Mall: Eric’s Revenge | Richard Friedman | Derek Rydall   |
| 1989 | Phantom of the Ritz                   | Phantom of the Ritz                 | Allen Plone      | Joshua Sussman |

## Musicals
Basierend auf dem Roman von Gaston Leroux existieren nebst den Filmen verschiedene Bearbeitungen des Phantom-Stoffs für die Bühne (Musical, Schauspiel).

Siehe: Das Phantom der Oper (Musical)